# أمل جعفر
أمل وفيق جعفر (1942 - 12 يناير 2014) إعلامية ومُذيعة كويتية، وهي زوجة الإعلامي رضا الفيلي، وهي أول مُذيعة ناطقة باللغة الإنجليزية في الإذاعة الكويتية، وأول مذيعة التحقت بتلفزيون الكويت خلال البث التجريبي في العام 1961، اشتهرت بتقديم برنامج «مسرح الهواة».

## النشأة والتعليم
ولدت عام 1942 في بيروت لأبوين كويتيين، وجاءت إلى الكويت من لبنان لأول مرة في سنة 1945 وعمرها لا يتجاوز سنتين ونصف، لكنها عادت إلى لبنان لتلتحق هناك بمدرسة فرنسية، ثم رجعت إلى الكويت ودرست فيها المرحلة الابتدائية والإعدادية والثانوية، ولم تستطع إكمال دراستها الجامعية آنذاك لعدم وجود جامعة في الكويت، ورفض أهلها سفرها للدراسة خارجًا.

## العمل
التحقت بالتلفزيون والإذاعة، وهي لم تتجاوز سن الثامنة عشرة. وتحدثت في مقابلة لها عن ذلك قائلة: «عندما تم افتتاح تلفزيون الكويت تحدث الشيخ صباح الأحمد الجابر الصباح (وزير الأنباء والإرشاد) إلى والدي وعمي، لكي أعمل بالتلفزيون، لكنهما كانا مصرين على الرفض، واستمرت المحادثات لفترة طويلة من الزمن حتى اقتنع والدي. كان اقتناع أهلي مشروطاً بأن يكون (عملي) في فترات محدودة، وأن يكون ذهابي وعودتي مع أحد من الأهل. كان بيتنا وقتها بجوار التلفزيون، ولا يبعد عنه سوى 10 دقائق سيراً على الأقدام، ومع ذلك كان لا بد أن يصاحبني أحد من أهلي في الذهاب والعودة»، وبدأت العمل الإعلامي قبل أن تكمل ال18 من عمرها، لتكون أصغر مذيعة تلفزيونية تلتحق بالتلفزيون الكويتي في بداية مسيرته، وفي عام 1965، قررت الانتقال إلى الإذاعة، لتصبح أول مذيعة تقدم برامج باللغة الإنجليزية، ارتبطت بزميلها الإعلامي رضا الفيلي عام 1964، وفي عام 1969، سافرت معه إلى الولايات المتحدة، حيث ابتُعث الفيلي لإكمال دراسته الجامعية في مجال الإعلام، وهي كانت مرافقة قبل أن تحصل من وزارة الإعلام على إجازة مفتوحة للدراسة، ودرست الإعلام والعلاقات الدولية، ورجعت إلى الكويت مع زوجها عام 1974، وفي عام 1993، قررت اعتزال العمل الإعلامي، للتفرغ لرعاية عائلتها.

### برامج قدمتها
في الإذاعة، بدأت بالبرنامج التمثيلي القصير «أنا غلطان» وهو من إعدادها وإخراجها وتقديمها، وتمثيل سعد الفرج وخالد النفيسي ومريم الغضبان ومريم الصالح. ثم قدمت برنامج «خلي بالك»، من إعداد الفنان سعد فرج والدكتور نشمي عبد الكريم، ثم برنامج «أروع الألحان». أما في التلفزيون، قدمت برنامج «ليلة خميس» الذي استضافت فيه على الهواء مباشرة فنانين ومثقفين عرب من زوار الكويت.

## الوفاة
توفيت 12 يناير 2014 بعد معاناتها مع المرض عن عمر 71 عامًا، وقد نعاها وزير الإعلام سابقا الشيخ سلمان الحمود الصباح الذي وصفها بـ«العلامة الفارقة في سماء الإعلام الكويتي».